# ナンテール郡
ナンテール郡 （ナンテールぐん、フランス語: Arrondissement de Nanterre）は、フランス、イル＝ド＝フランス地域圏、オー＝ド＝セーヌ県の郡。

## 小郡
1. アニエール＝シュル＝セーヌ＝ノール小郡
2. アニエール＝シュル＝セーヌ＝シュド小郡
3. ボワ＝コロンブ小郡
4. クリシー小郡
5. コロンブ＝ノール＝エスト小郡
6. コロンブ＝ノール＝ウェスト小郡
7. コロンブ＝シュド小郡
8. クールブヴォワ＝ノール小郡
9. クールブヴォワ＝シュド小郡
10. ギャルシュ小郡
11. ラ・ガレンヌ＝コロンブ小郡
12. ジュヌヴィリエ＝ノール小郡
13. ジュヌヴィリエ＝シュド小郡
14. ルヴァロワ＝ペレ＝ノール小郡
15. ルヴァロワ＝ペレ＝シュド小郡
16. ナンテール＝ノール小郡
17. ナンテール＝シュド＝エスト小郡
18. ナンテール＝シュド＝ウェスト小郡
19. ヌイイ＝シュル＝セーヌ＝ノール小郡
20. ヌイイ＝シュル＝セーヌ＝シュド小郡
21. ピュトー小郡
22. リュエイユ＝マルメゾン小郡
23. シュレンヌ小郡
24. ヴィルヌーヴ＝ラ＝ガレンヌ小郡

## コミューン
| 1. アニエール＝シュル＝セーヌ (92004) | 2. ボワ＝コロンブ (92009) | 3. クリシー (92024)                    | 4. コロンブ (92025)               |
| 5. クールブヴォワ (92026)             | 6. ギャルシュ (92033)     | 7. ジュヌヴィリエ (92036)              | 8. ラ・ガレンヌ＝コロンブ (92035) |
| 9. ルヴァロワ＝ペレ (92044)           | 10. ナンテール (92050)    | 11. ヌイイ＝シュル＝セーヌ (92051)     | 12. ピュトー (92062)              |
| 13. リュエイユ＝マルメゾン (92063)    | 14. シュレンヌ (92073)    | 15. ヴィルヌーヴ＝ラ＝ガレンヌ (92078) |                                   |